# LSV Quakenbrück
Der Luftwaffen Sportverein Quakenbrück war ein kurzlebiger Sportverein im Deutschen Reich mit Sitz in Quakenbrück im niedersächsischen Landkreis Osnabrück.

## Geschichte
Der Verein nahm an der Aufstiegsrunde zur Saison 1942/43 der Gauliga Weser-Ems teil und qualifizierte sich schließlich auch für die Liga. In dieser Saison sollte die Mannschaft dann am 13. September 1942 gegen den VfL Osnabrück spielen. Jedoch konnte der Verein zu diesem Spiel nicht antreten und zog daraufhin seine Mannschaft zurück. Spätestens am Ende des Zweiten Weltkriegs wurde der Verein dann auch aufgelöst.